# Bathinda
Bathinda là một thành phố và là nơi đặt hội đồng đô thị (municipal council) của quận Bathinda thuộc bang Punjab, Ấn Độ.

## Nhân khẩu
Theo điều tra dân số năm 2001 của Ấn Độ, Bathinda có dân số 217.389 người. Phái nam chiếm 54% tổng số dân và phái nữ chiếm 46%. Bathinda có tỷ lệ 70% biết đọc biết viết, cao hơn tỷ lệ trung bình toàn quốc là 59,5%: tỷ lệ cho phái nam là 75%, và tỷ lệ cho phái nữ là 65%. Tại Bathinda, 11% dân số nhỏ hơn 6 tuổi.